# (4613) Mamoru
(4613) Mamoru (1990 OM) – planetoida z pasa głównego asteroid okrążająca Słońce w ciągu 4,36 lat w średniej odległości 2,67 j.a. Odkryta 22 lipca 1990 roku.